# جک دیویس (بازیکن فوتبال، زاده ۲۰۰۲)
جک دیویس (انگلیسی: Jack Davies؛ زادهٔ ۳ دسامبر ۲۰۰۲) بازیکن فوتبال است.